# 2930 Euripides
2930 Euripides è un asteroide della fascia principale. Scoperto nel 1960, presenta un'orbita caratterizzata da un semiasse maggiore pari a 2,7797791 UA e da un'eccentricità di 0,0249099, inclinata di 4,06940° rispetto all'eclittica.
Euripides è un asteroide di tipo C, di colore nero, composto da carbone. Fa parte della famiglia di asteroidi Hoffmeister.
Il suo nome deriva da quello del celeberrimo drammaturgo greco Euripide.